# 伊号第十五潜水艦 (2代)
伊号第十五潜水艦（2代）（いごうだいじゅうごせんすいかん）は、日本海軍の未成潜水艦。普遍的には伊十三型潜水艦の3番艦とされているが、法令上は伊九型潜水艦の8番艦。艦名は伊号第十五潜水艦 (初代)の襲用。

## 艦歴
改⑤計画の潜水艦甲、仮称艦名第5092号艦として計画。当初計画では伊号第十二潜水艦と同型となる予定だったが、建造中の1943年後期に建造隻数が削減された伊四百型潜水艦を補うため、伊号第十三潜水艦と同様に基本計画番号J35Cに従って建造されることとなった。
1943年4月30日、川崎重工業泉州工場で起工。1944年1月25日、伊号第十五潜水艦と命名されて伊十型潜水艦の6番艦に定められ、本籍を呉鎮守府と仮定。4月12日、進水。進水後は川崎重工業本社艦船工場へ送られ、同工場で艤装工事を継続。11月20日、艤装員事務所を神戸市川崎造船所内に設置し事務開始。1945年6月、本艦をガソリン輸送潜水艦とすることが決定される。
工程80%で工事中止となり、終戦時未成。1946年4月、紀州沖で海没処分された。